# Імені Абу Сиздикова
імені Абу́ Сизди́кова (каз. Әбу Сыздықов атындағы ауыл) — село у складі Амангельдинського району Костанайської області Казахстану. Входить до складу Карасуського сільського округу.
У радянські часи село називалось Чкалово та Кала.
Населення — 53 особи (2021; 79 у 2009, 107 у 1999, 176 у 1989).